# Равенство (математика)
Ра́венство (отношение равенства) в математике — бинарное отношение, наиболее логически сильная разновидность отношений эквивалентности.

## Определения равенства
Равенство является интуитивно очевидным отношением: значение двух выражений одно и то же. При его формальном определении возникает разнобой.
Теория множеств, по определению, считает два объекта (то есть, два множества) равными, если они состоят из одних и тех же элементов:
{\displaystyle A=B\ \ \Leftrightarrow \ \ \forall x\colon \ (x\in A)\ \Leftrightarrow \ (x\in B)}
В теориях с типизацией объектов отношение равенства имеет смысл лишь
между элементами одного типа (попросту говоря, внутри определённого множества). Логицисты (сначала в логике предикатов Фреге, затем в рамках теории типов) опирались на определение равенства, похожее на теоретико-множественное, но рассматривающее отношения с другой стороны:
{\displaystyle x=y\ \ \Leftrightarrow \ \ \forall P\colon \ P(x)\ \Leftrightarrow \ P(y)}
То есть, для равенства двух объектов необходимо и достаточно, чтобы любой предикат, который может быть построен на данном типе, давал на них одинаковое логическое значение. Впрочем, не логицисты это определение придумали — оно было известно ещё Лейбницу.
Некоторые формальные теории уклоняются от определения равенства, считая его изначально заданным отношением эквивалентности.

## Связанные определения
Формальное определение и интуитивное понимание равенства иногда конфликтуют. Равно ли (целое) число 1 (действительному) числу {\displaystyle e^{0}}? С точки зрения интуиции — да, а с точки зрения теории типов вопрос неверно поставлен (ср. с проблемой приведения типов в программировании). В математике в подобных случаях подразумевается каноническое вложение одного множества (пространства, типа) в другое, большее. Вопрос о равенстве целого числа действительному можно понимать как равенство собственно действительного и другого действительного числа, соответствующего нашему целому. То есть, работа с интуитивно «очевидными» фактами типа всякое целое число является рациональным, а рациональное — действительным, требует в рамках некоторых формальных подходов специальных оговорок.

### Виды равенств, различаемых по математическому смыслу
- Равенство в общем случае (как правило, численное равенство). Знак: {\displaystyle =} (вообще равно).

- Уравнение — построенное при помощи равенства логическое высказывание, в которое входит переменная. Оно задаёт подмножество предметной области переменной — множество корней уравнения. Знак: {\displaystyle {\overline {\underline {\,.\,}}}} (возможное равенство).
- Тождество — высказывание, верное при любых значениях переменных. Оно часто (хотя вовсе не обязательно) строится на основе отношения равенства. Знак: {\displaystyle \equiv } (тождественное равенство). Можно сделать уточнение. Два алгебраических выражения {\displaystyle A} и {\displaystyle B} называются тождественно равными на области {\displaystyle {\mathcal {M}}}, лежащей в ОДЗ этих выражений, если для всех числовых значений переменных из области {\displaystyle {\mathcal {M}}} соответствующие числовые значения этих выражений равны. Тогда говорят, что на области {\displaystyle {\mathcal {M}}} справедливо тождественное равенство (тождество) {\displaystyle A=B}. Если имеет тождество {\displaystyle A\equiv B} на {\displaystyle {\mathcal {M}}}, то можно записать и так: {\displaystyle A\;{\stackrel {{\mathcal {M}}\ }{=\,}}B}.

Определение величины или переменной записывается с помощью равенства: Пусть переменная равна выражению.